# Hrabstwo Boone (Iowa)

Piramida wieku hrabstwa

Hrabstwo Boone – hrabstwo położone w USA w stanie Iowa z siedzibą w mieście Boone. Założone w 1846 roku.

## Miasta
| - Beaver - Berkley - Boone | - Boxholm - Fraser - Luther | - Madrid - Ogden | - Pilot Mound - Sheldahl |

## Gminy
| - Amaqua - Beaver - Cass - Colfax - Des Moines | - Dodge - Douglas - Garden - Grant - Harrison | - Jackson - Marcy - Peoples - Pilot Mound - Union | - Worth - Yell |

## Drogi główne
- U.S. Route 30
- U.S. Route 169
- Iowa Highway 17
- Iowa Highway 144
- Iowa Highway 210

## Sąsiednie hrabstwa
- Hrabstwo Webster
- Hrabstwo Hamilton
- Hrabstwo Story
- Hrabstwo Polk
- Hrabstwo Dallas
- Hrabstwo Greene